# Lexi Ainsworth
Alexandra Danielle 'Lexi' Ainsworth (Oklahoma City, 28 oktober 1992) is een Amerikaanse actrice.

## Biografie
Ainsworth werd geboren in Oklahoma City en begon op zesjarige leeftijd met het nemen van balletlessen. Dit leidde ertoe dat zij mocht deelnemen aan diverse theaterproducties. Na het volgen van toneellessen in New York en Los Angeles speelde zij in haar eerste landelijke  tv-commercial van Barbie, hierna speelde zij in nog meerdere tv-commercials.
Ainsworth begon in 2005 als jeugdactrice met acteren in de televisieserie Medical Investigation, waarna zij nog meerdere rollen speelde in televisieseries en films. Zij is vooral bekend van haar rol als Kristina Corinthos-Davis in de televisieserie General Hospital, waar zij in 510 afleveringen speelde (2009-2023). Voor deze rol werd zij in 2011 genomineerd voor een Daytime Emmy Award en in 2012 voor een Young Artist Award, in 2011 won zij een Young Artist Award in de categorie Beste Optreden door een Jeugdige Actrice in een Televisieserie.

## Filmografie

### Films
Uitgezonderd korte films.
- 2020 Obsession: Her Final Vengeance - als Bethany
- 2015 A Girl Like Her - als Jessica Burns
- 2014 Death Clique - als Sara Cowan
- 2013 Westside - als Nico Carver
- 2013 So This Is Christmas - als Ashley
- 2008 Wild Child - als Molly
- 2007 The Gray Man - als Grace Budd

### Televisieseries
Uitgezonderd eenmalige gastrollen.
- 2009-2023 General Hospital - als Kristina Corinthos-Davis - 510 afl.
- 2017-2018 Major Crimes - als Ella - 4 afl.
- 2014 Chosen - als Cassidy - 4 afl.
- 2005-2006 Gilmore Girls - als Tillie - 2 afl.

- Biblioteca Nacional de España: XX5590169
- Library of Congress Control Number: no2016133393
- Virtual International Authority File: 11146030604035862097
- WorldCat: E39PBJdGMcKR3YVfbjrHfbRFrq